# Nodosoclavator
Nodosoclavator, monotipski fosilni rod parožina iz porodice Clavatoraceae. Jedina priznata vrsta je N. qinghaiensis.